# Kulanu
Kulanu (hebrejsky כולנו‎, doslova My všichni) je izraelská politická strana vytvořená koncem roku 2014 Moše Kachlonem před nadcházejícími předčasnými parlamentními volbami v březnu 2015.

## Historie
V roce 2014 Moše Kachlon odešel ze své dosavadní strany Likud. Ke konci téhož roku, po rozpadu dosavadní vládní koalice, začal Izrael směřovat k předčasným volbám. Tehdy vznikl Kulanu jako zcela nový politický subjekt. Strana se zaměřuje na ekonomická témata a na otázky podpory střední třídy. Je definována jako středopravá, někdy jako centristická. Na svých anglických webových stránkách uváděla Kulanu jako hlavní programová témata transparentnost a efektivitu veřejného sektoru, dostupnější bydlení, podporu zaměstnanosti a ekonomického růstu, omezování příjmových rozdílů a rozdílů ve vzdělanostní úrovni v populaci, podporu mládeže a studentů, vytvoření diplomatické a bezpečnostní vize a zajištění rozpočtových zdrojů.
Ve volební kampani byla na Kulanu soustředěna značná pozornost a strana byla označována za možného kingmakera budoucí koalice, protože mohla vládnout jak s pravicí, tak levicí. Kachlon sice patřil mezi bývalé významné postavy pravicového Likudu, ale kritizoval Likud za to, že se údajně vzdálil sociálním otázkám.
Kulanu ve volbách nakonec obdržela 315 360 hlasů (7, 49 % všech odevzdaných hlasů) a s 10 poslanci se stala pátou nejsilnější parlamentní stranou.
Po volebním úspěchu podpořila strana Kulanu, po několikadenní prodlevě, na post premiéra předsedu Likudu Benjamina Netanjahua. Netanjahu pak Kachlonovi nabídl post ministra financí v rodící se vládě.

## Zvolení poslanci
- Moše Kachlon
- Jo'av Galant
- Eli Alaluf
- Micha'el Oren
- Rachel Azaria
- Tali Ploskov
- Jif'at Saša-Biton
- Eli Kohen
- Ro'i Folkman
- Mejrav Ben-Ari